# Ponte do Rio Mucajaí (BR-174)
A Ponte do Rio Mucajaí que segue pela rodovia federal BR-174 é uma das duas pontes que cruzam o referido curso hídrico. Situada no estado brasileiro de Roraima, liga o município de Mucajaí à capital Boa Vista. Num contexto macro, a obra representa um elemento fundamental na Ligação das Américas (BR-174), unindo o Brasil à Venezuela e ao Caribe.
Dirigindo a BR-174 para sul desde o perímetro urbano de Boa Vista, encontra-se a ponte após um hiato de aproximados 42 quilômetros. O rio Mucajaí marca a divisa municipal e logo após sua travessia inicia-se a periferia da cidade de Mucajaí.
A ponte foi construída em concreto armado pré-moldado pelo 6° Batalhão de Engenharia de Construção (6° BEC), do Exército Brasileiro, na década de 1970, nos tempos do então Território Federal de Roraima.